# ماکسیم پولیشوک
ماکسیم پولیشوک (اوکراینی: Максим Поліщук؛ زادهٔ ۱۵ ژوئن ۱۹۸۴) دوچرخه‌سوار اهل اوکراین است. وی همچنین از دوچرخه‌سواران بازی‌های المپیک تابستانی ۲۰۰۸ بوده‌است.
وی در مسابقات کشوری و بین‌المللی در مجموع برندهٔ ۱ مدال برنز شده‌است.